# Le cinesi (Metastasio)
Le cinesi (deutsch: „Die chinesischen Mädchen“) ist ein Libretto zu einem componimento drammatico in einem Akt von Pietro Metastasio. Erstmals aufgeführt wurde es in der Vertonung von Antonio Caldara in der Karnevalsaison 1735 in den Privatgemächern der kaiserlichen Residenz der Favorita in Wien als Einleitung zu einem „Ballo cinese“ von Georg Reutter. Die Ausführenden waren die jugendlichen Erzherzoginnen Maria Theresia und Maria Anna sowie eine Hofdame.
1786 veröffentlichte der Komponist und Musikschriftsteller Johann Adam Hiller in seinem Buch Ueber Metastasio und seine Werke: nebst einigen ins Deutsche übersetzten Stücken desselben eine deutsche Übersetzung unter dem Titel Die Chinesischen Mädchen.

## Handlung
Die folgende Inhaltsangabe basiert auf der Übersetzung von Johann Adam Hiller.
Ein Zimmer im chinesischen Stil mit einem Tisch und vier Stühlen im Haus Lisingas
Lisinga und ihre beiden Freundinnen Sivene und Tangia sitzen gelangweilt am Tisch, trinken Tee und denken darüber nach, wie sie sich die Zeit vertreiben könnten. Lisingas Bruder Silango kommt unbemerkt hinzu und horcht eine Weile durch eine nicht ganz geschlossene Tür. Als er schließlich das Zimmer betritt, sind die Mädchen schockiert, weil er damit ein chinesisches Verbot gebrochen hat. Silango weiß das, hat aber auf seiner Europareise bemerkt, dass man dort überall über diese Sitte lacht. Aus Sorge um ihren Ruf bitten ihn die Mädchen, zu gehen. Er verabschiedet sich auch, wird aber von ihnen zurückgehalten. Nach seiner Versicherung, dass ihn niemand gesehen habe, entscheidet Lisinga, dass er erst nach Einbruch der Dunkelheit gehen solle.
Nachdem das geklärt ist, schlägt Lisinga vor, zum Zeitvertreib eine Theaterszene zu spielen. Silango stimmt zu und erklärt, dass diese Kunst bisher nur in den europäischen Ländern geübt werde und in China völlig unbekannt sei. Er schlägt vor, ein in Europa übliches Sujet zu wählen. Da jeder andere Vorlieben hat, gibt es schließlich drei kleine Szenen.
Lisinga wählt ein heroisches Thema über Andromache, der Witwe Hektors. Diese wird von Pyrrhus (Neoptolemos) bedrängt, der damit droht, ihren Sohn Astyanax zu töten, falls sie ihn nicht erhören will.
Sivene entscheidet sich für ein Pastoral über die schöne Schäferin Licoris, die über die Tränen ihres unglücklichen Verehrers Thyrsis lacht, weil sie die Liebe nicht kennt. Silango übernimmt dabei die Rolle des Schäfers.
Tangia hat sich für eine Komödie entschieden. Sie hat Silangos Schwärmerei für Sivene bemerkt und will sich über ihn lustig machen. In ihrer Szene spielt sie daher einen „gezierten“ jungen Mann, der von einer Reise zurückgekehrt ist. Er sitzt vor einem Spiegel, macht sich zurecht und lästert dabei über die hiesige Lebensart, die so gar nichts mit dem zu tun hat, was er in Paris kennengelernt hat.
Nun wollen sie entscheiden, welche Dichtungsart die beste ist. Sivene gefällt die Tragödie am besten, aber diese eignet sich nicht zum bloßen Zeitvertreib. Silango schlägt das Schäferspiel vor, in dem Tangia aber die Abwechslung vermisst. Sie empfiehlt die Komödie. Lisinga befürchtet jedoch, dass sich dadurch jemand beleidigt fühlen könne. Als Lösung schlägt Silango schließlich vor, Musiker kommen zu lassen und ein Ballett aufzuführen.

## Geschichte
Im Jahr 1735 schrieb Metastasio neben seinem Oratorium Gioas re di Giuda gleich vier Gelegenheitswerke: Le cinesi, Le grazie vendicate, Il palladio conservato und Il sogno di Scipione. Bis auf das letzte waren sie für Amateur-Aufführungen bestimmt, die von den Erzherzoginnen Maria Theresia und Maria Anna sowie einer Hofdame ausgeführt wurden – die Erstfassung von Le cinesi enthielt lediglich die drei weiblichen Charaktere. Der Auftrag zu dem Werk kam von Kaiserin Elisabeth Christine. Es war als Einleitung zu einem chinesischen Ballett von Georg Reutter bestimmt. In einem seiner Briefe erinnerte sich Metastasio, wie zufrieden er über die materielle und künstlerische Qualität der Aufführung war. Die Erzherzoginnen hätten „rezitiert und gesungen wie Engel“ („Esse hanno recitato et cantato come angeli“). Im Gegensatz zu Metastasios bisherigen Werken hat Le cinesi weder einen mythologischen noch einen rein höfischen Charakter. Die Rolle der Lisinga ist auf die Thronerbin Maria Theresia zugeschnitten. Sie ist ernsthafter als die anderen Charaktere und die eigentliche Handlungsträgerin. Zudem ist sie weder verliebt wie Sivene noch oberflächlich wie Tangia.
Der Charakter der Tangia ist eine der gelungensten Schöpfungen Metastasios. Durch ihre Naivität und Schlagfertigkeit erinnert sie an die Figur der Silvia in seinem späteren Werk L’isola disabitata, die wie sie von den Männern sowohl erschrocken als auch angezogen wird. Ihre Wünsche werden regelmäßig durch die Autorität ihrer Schwestern und ihre eigene Unerfahrenheit vereitelt. Ihre Eifersucht gab Metastasio die Möglichkeit, die Leidenschaft Sivenes für Silango ironisch zu verarbeiten.
1749 wurde Metastasio von seinem Freund, dem Sänger Farinelli, gebeten, den Text zu überarbeiten und eine Männerrolle hinzuzufügen. Diese Fassung wurde mit neuer Musik von Nicola Conforto erstmals 1750 aufgeführt und in den folgenden Jahren in anderen Städten wiederholt. Obwohl der Inhalt des Werks durch den neuen Charakter Silango nicht wesentlich verändert wurde, erhielt der Text durch seine unerwartete Ankunft im Zimmer der Frauen eine neue dramatische Dimension. Silango übernimmt nun gemeinsam mit Lisinga die Initiative für die Handlung. Insbesondere ist er es, der am Schluss den Vorschlag macht, ein Ballett aufzuführen – dies war ursprünglich eine Idee Lisingas.
Die heute am häufigsten aufgeführte Vertonung stammt von Christoph Willibald Gluck. Sie entstand 1754 zum Anlass einer Einladung Maria Theresias durch den Prinzen von Sachsen-Hildburghausen auf sein Landgut Schloss Hof, wo ein mehrtägiges Fest gefeiert wurde (→ Le cinesi (Gluck)).
2010 bearbeitete der Komponist Karsten Gundermann Glucks Vertonung und ergänzte sie um Intermezzi im Stil der Peking-Oper des 18. Jahrhunderts. Diese Fassung wurde bei den Musikfestspielen Potsdam Sanssouci und in Peking aufgeführt.

## Vertonungen
Folgende Komponisten vertonten dieses Libretto:
| Komponist                                     | Uraufführung                                                         | Aufführungsort | Anmerkungen |  |
| --------------------------------------------- | -------------------------------------------------------------------- | -------------- | --- |  |
| Antonio Caldara                               | Karneval 1735, Privatgemächer der kaiserlichen Residenz der Favorita | Wien           | „componimento drammatico“ |  |
| Nicola Conforto                               | Frühling 1750, Teatro Regio Ducale                                   | Mailand        | „azione drammatica“; auch 1751 als La festa cinese im königlichen Palast in Aranjuez; 1753 in einem Landsitz des Prinzen von Sachsen-Hildburghausen |  |
| Christoph Willibald Gluck → Le cinesi (Gluck) | 24. September 1754, Schloss Hof                                      | Wien           | „azione teatrale“; auch 1761 im Teatro del Giardino della Corte in Sankt Petersburg                                                                 |  |
| Ignaz Holzbauer                               | Frühling 1756, Hoftheater                                            | Mannheim       | „componimento drammatico“; möglicherweise auch im Mai 1756 in Schwetzingen; Libretto möglicherweise bearbeitet von Mattia Verazi                    |  |
| Luis Misón                                    | 1757                                                                 | Madrid         | „composición drammatica“ Fiesta chinesa bzw. Festa cinese                                                                                           |  |
| Pietro Pompeo Sales                           | Januar 1757, corte vescovo d’Augusta                                 | Augsburg       | „componimento drammatico“ |  |
| Niccolò Jommelli                              | 1765, Herzogliches Hoftheater                                        | Ludwigsburg    | |  |
| Davide Perez                                  | 1769, Palazzo Queluz                                                 | Lissabon       | „componimento drammatico“ |  |
| Gennaro Astarita                              | 13. Juni 1773, Teatro dell’Accademia degli Ingegnosi                 | Florenz        | „componimento drammatico“; zusammen mit L’isola disabitata aufgeführt                                                                               |  |
| Giuseppe Colla                                | 1781                                                                 |                | |  |
| Anton, König von Sachsen                      | 27. Februar 1784                                                     |                | „componimento drammatico“ zum Geburtstag der Prinzessin Maria Anna von Sachsen (1761–1820)                                                          |  |
| Giovanni Battista Cedronio                    | 13. November 1789                                                    | Neapel         | |  |
| Giuseppe Millico                              | vermutlich in den 1780er Jahren, königlicher Palast                  | Neapel?        | |  |
| Manuel García                                 | 1831, Privataufführung                                               | London         | für seine Gesangsschüler komponiert |  |

## Aufnahmen und Aufführungen in neuerer Zeit
- Nicola Conforto, La festa cinese:
  - 2005: Konzertante Aufführung in Montpellier. Europa Galante, Leitung: Fabio Biondi. Sänger: Marta Almajano (Lisinga), Maria Grazia Schiavo (Sivene), Silvia Tro Santafé (Tangia), Lucia Cirillo (Silango).[23]
- Manuel García:
  - 2015: Aufführung einer Produktion der Amics de l’Òpera de Sarrià am Teatre de Sarrià in Barcelona (Leitung: Raúl Giménez) und beim Festival Rossini in Wildbad (Leitung: Michele D’Elia). Regie: Jochen Schönleber. Sänger: Sara Bañeras (Lisinga), Silvia Aurea De Stefano (Sivene), Ana Victoria Pitts (Tangìa), César Arrieta (Silango).[24]
- Christoph Willibald Gluck:
  - 1963: Konzertante Aufführung in Rom. Orchestra della RAI di Roma, Leitung: Luciano Bettarini. Sänger: Genia Las (Lisinga), Renata Mattioli (Sivene), Rosina Cavicchioli (Tangia), Renato Ercolani (Silango).[25]
  - 1973: Aufführung an der Scala Mailand (Piccola Scala). Leitung: Giampiero Taverna. Sänger: Biancamaria Casoni (Lisinga), Carmen Lavani (Sivene), Lucia Valentini Terrani (Tangia), Carlo Gaifa (Silango).[26]
  - 1983/1989/1995: CD. Münchener Rundfunkorchester, Leitung: Lamberto Gardelli. Sänger: Alexandrina Milcheva-Nonova (Lisinga), Kaaren Erickson (Sivene), Marga Schiml (Tangia), Thomas Moser (Silango).[25][27]
  - 1985/1990: CD. Schola Cantorum Basiliensis, Leitung: René Jacobs. Sänger: Anne Sofie von Otter (Lisinga), Isabelle Poulenard (Sivene), Gloria Banditelli (Tangia), Guy de Mey (Silango).[25][28]
  - 1987: Video-Aufnahme aus Schwetzingen. Concerto Köln, Leitung: René Jacobs, Inszenierung: Herbert Wernicke. Sänger: Christina Högman (Lisinga), Sophie Boulin (Sivene), Eva Maria Tersson (Tangia), Kurt Streit (Silango).[25]
  - 2010/2012: Aufführung der Bearbeitung von Karsten Gundermann bei den Musikfestspielen Potsdam Sanssouci und im Mei Lanfang Grand Theatre in Peking. Ensemble L’Arte del mondo, China National Peking Opera Company, Leitung: Werner Ehrhardt. Sänger: Kremena Dilcheva (Lisinga), Barbara Emilia Schedel (Sivene), Milena Storti (Tangia) und Krystian Adam (Silango).[8]
  - 2014: Aufführung im Garten der Kirche St. Lorenz in Berching. Opera Incognita, Leitung: Ernst Bartmann, Inszenierung: Andreas Wiedermann. Sänger: Yeonjin Choi (Lisinga), Namyoung Kim (Sivene), Minjung Yoon (Tangia), Sangkyu Lee (Silango).[29]
  - 2014: Aufführung in Schloss Hof. Cappella Istropolitana, Leitung: Gerhard Lessky. Sänger: Elsa Giannoulidou (Lisinga), Marelize Gerber (Sivene), Anna Manske (Tangia), Gernot Heinrich (Silango).[30]
  - 2. November 2017: Konzertante Aufführung im Palau de les Arts Reina Sofía in Valencia. Orquestra de la Comunitat Valenciana, Leitung: Fabio Biondi. Sänger: Silvia Tro Santafé (Lisinga), Désirée Rancatore (Sivene), Ann Hallenberg (Tangia), Anicio Zorzi Giustiniani (Silango). Ein Videomitschnitt wurde auf der Streaming-Plattform OperaVision bereitgestellt.[31][32]

## Digitalisate
1. 1 2  Johann Adam Hiller: Ueber Metastasio und seine Werke, Leipzig 1786, als Digitalisat beim Münchener Digitalisierungszentrum.
2. ↑  Libretto (italienisch/französisch)  der Oper von Christoph Willibald Gluck, Sankt Petersburg 1761. Digitalisat im Corago-Informationssystem der Universität Bologna.
3. ↑  Libretto (italienisch)  der Oper von David Perez, Lissabon 1769. Digitalisat im Corago-Informationssystem der Universität Bologna.
4. ↑  Libretto (italienisch) der Serenata von Gennaro Astarita, Florenz 1773 als Digitalisat im Internet Archive.